# Yamato (cuirassé)
Pour les articles homonymes, voir Yamato.
Le Yamato (大和) est un cuirassé japonais mis en service fin 1941.
Construit par le chantier naval de Kure entre novembre 1937 et août 1941, il est le premier cuirassé de la classe Yamato.
Construit pour la Marine impériale japonaise lors de la Seconde Guerre mondiale, il est, avec son navire-jumeau le Musashi, le cuirassé le plus lourd et le plus puissamment armé jamais construit, déplaçant 72 800 tonnes à pleine charge avec neuf canons Type 94 d'un calibre de 460 mm.
Il porte l'ancien nom de la préfecture de Nara, « Yamato no Kuni ».
Après son entrée en service en 1941, il devait s'opposer aux cuirassés de la flotte américaine, principal rival du Japon dans le Pacifique. Il sert en tant que navire amiral de la Flotte combinée, et en juin 1942, l'amiral Isoroku Yamamoto dirige la flotte de sa passerelle pendant la bataille de Midway, défaite désastreuse pour l'empire du Japon. Cette bataille met fin à la supériorité des forces japonaises dans l'océan Pacifique. Le Musashi remplace le Yamato comme navire amiral de la Flotte combinée au début de 1943 et le Yamato passe le reste de l'année et une grande partie de 1944 en naviguant entre les bases navales japonaises de Truk et Kure en réponse aux menaces américaines. Bien que présent lors de la bataille de la mer des Philippines en juin 1944, il ne joue pas un grand rôle dans cette bataille qui fut également un désastre pour la Marine japonaise.
L'unique fois où le Yamato tire avec son artillerie principale contre une cible ennemie se produit en octobre 1944, quand il est envoyé pour engager des forces américaines qui envahissent les Philippines lors de la bataille du golfe de Leyte, où son navire-jumeau, le Musashi est détruit. Cette bataille navale, la plus importante de la guerre du Pacifique ,,, est une nouvelle défaite pour le Japon. Par ailleurs, à la fin de l'année 1944 et au début de 1945, la flotte japonaise est considérablement diminuée et mal ravitaillée en raison des pénuries de carburant qui frappent le Japon.
Dans une tentative désespérée pour ralentir l'avance alliée, le Yamato est envoyé en avril 1945 dans une mission sans retour, l'opération Ten-Gō. Il reçoit l'ordre de s'échouer volontairement sur la plage d'Okinawa et d'y combattre jusqu'à sa destruction pour protéger l'île. Mais la force navale japonaise est repérée au sud de Kyūshū par des sous-marins et des avions américains. Elle est attaquée le 7 avril 1945. Le Yamato est envoyé par le fond par des avions torpilleurs et bombardiers, entraînant avec lui la plupart des membres de son équipage.

## Caractéristiques

### Caractéristiques techniques

#### Dimensions et déplacement
En septembre 1944, la Jane's Fighting Ships décrit le déplacement du Yamato — et par extension celui de son navire-jumeau, le Musashi — comme étant de 45 000 tonnes. De même, le New York Times et l'Associated Press rapportent que le navire déplace 45 000 tonnes à 30 nœuds. Et même après le naufrage du Yamato en avril 1945, le quotidien britannique The Times a continué d'attribuer 45 000 tonnes de déplacement au navire.

#### Propulsion

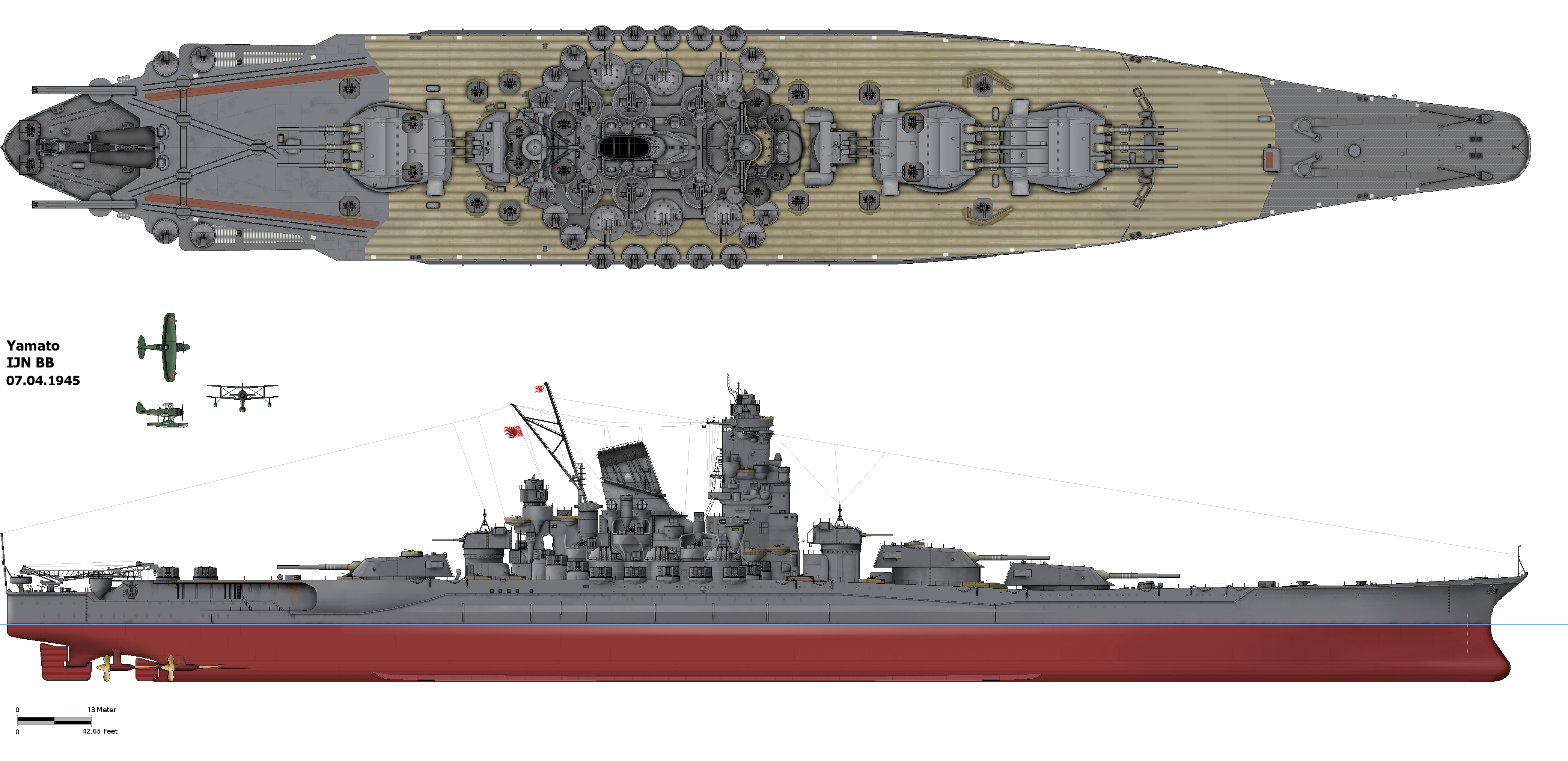
Dessin de la ligne du Yamato comme il apparaissait en 1945.

Le Yamato est équipée de douze chaudières Kanpon, qui actionnent quatre turbines à vapeur ; lesquelles font tourner les quatre hélices de six mètres de diamètre. Cette disposition lui permet d'atteindre une vitesse de pointe de 27 nœuds (50 km/h). Avec une puissance indiquée de 147 948 ch (110 325 kW), la capacité de la classe Yamato à naviguer aux côtés de navires plus rapides est limitée.
De plus, la consommation en carburant du Yamato pouvait atteindre 70 tonnes de carburant par heure et à pleine vitesse. Or, des problèmes de ravitaillement en carburant de la flotte japonaise se sont manifestés dès l'attaque de Pearl Harbor,, la consommation de carburant de la flotte atteignait 10 000 tonnes par jour durant la campagne de Guadalcanal. Tandis que les réserves de carburant à la base navale de Kure étaient au plus bas à 65 000 tonnes. En conséquence, aucun de ces cuirassés n'a été utilisé dans la campagne des îles Salomon ni dans les engagements mineurs relatifs à la période de « voyages d'île en île » de 1943 et jusqu'au début de l'année 1944.

#### Blindage

Coupe du blindage du Yamato.

Le blindage des parois est incliné de 20° vers l'intérieur et devient interne dans sa partie inférieure où il se raccorde à la contre-carène. La ceinture est constituée de plaques de 410 mm d'épaisseur dans la partie haute, se réduisant néanmoins à 200 mm plus bas et enfin à 80 mm au niveau des tôles du fond. Dans la section des soutes à munitions, le blindage atteint 250 mm pour la partie basse et au lieu de descendre vers le fond, se recourbe horizontalement en protégeant ainsi également le bas des soutes, avec 76 mm dans la partie centrale et 51 mm pour les bords de raccordement. Les tourelles possèdent un blindage de 650 mm, ce qui les rend quasi invulnérables aux tirs à des distances normales. Quant au pont, il a, hors réduit, des plaques de 35 à 50 mm. Dans le réduit, le pont de protection atteint au centre 200 mm et 230 mm dans les deux parties latérales inclinées.

### Système d'armes

#### Artillerie principale

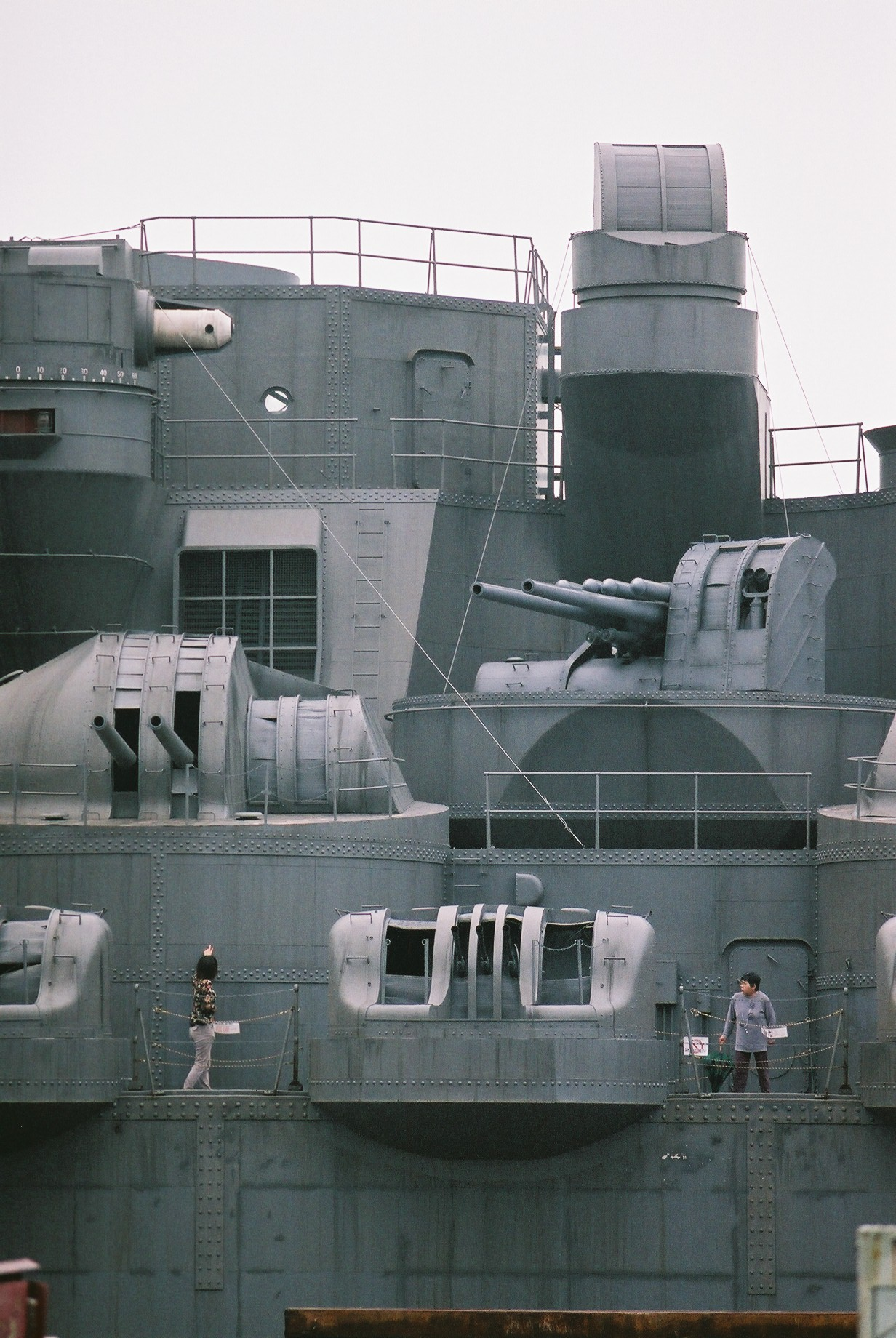
L'armement anti-aérien de 127 mm/40 Type 89.

L'armement principal se composait de neuf canons de Type 94 d'un calibre de 460 mm. C'est le plus gros calibre d'artillerie navale jamais monté sur un navire de guerre, bien que ses obus ne soient pas aussi lourds que ceux tirés par les canons britanniques Mk I de 18 pouces (ca 457 mm) (en) de la Première Guerre mondiale. Chaque canon mesure 21,13 m de long, pèse 147,3 t et peut tirer des obus explosifs ou perforants à une distance de 42 km,.

#### Artillerie secondaire
À sa mise en service, l'artillerie secondaire comprend douze canons de 155 mm montés dans quatre tourelles triples (une à la proue, une à la poupe, deux au milieu du navire) et douze canons de 127 mm montés dans six tourelles double (trois de chaque côté au milieu du bateau).
Ce sont les tourelles triples de 155 mm des croiseurs de la classe Mogami qui ont été réutilisés sur les cuirassés de la classe Yamato, après avoir été remplacées par des tourelles doubles de canons de 203 mm, ces navires ayant été convertis en croiseurs lourds.
Lorsqu'il est réaménagé pour des missions navales, en 1944 et 1945, dans le Pacifique Sud, la configuration de la batterie secondaire est modifiée. En 1945, les deux tourelles triples de 155 mm sont remplacées sur chaque bord par trois affûts doubles de 127 mm.

#### Défense antiaérienne
Le Yamato est équipé de 24 canons antiaériens de 25 mm, en huit affûts triples, montés principalement au centre du bateau.
Pour faire face à la menace aérienne alliée, le nombre de canons antiaériens de 25 mm est augmenté à 152, en cinquante affûts triples plus deux affûts simples.
Les canons de l'artillerie principale pouvaient tirer des obus de Type 3 Model 13 "San Shiki". Ils contiennent environ 1 000 tubes incendiaires de 20 mm qui remplissaient un cône de feu de plus de 200 m de diamètre. Ils autorisent une portée d'environ 30 km.

#### Aéronefs et grue
Il pouvait transporter sept hydravions, trois Aichi E13A et 4 Mitsubishi F1M, lesquels étaient lancés par deux catapultes de 19,5 mètres. Une grue avec un bras de 20 mètres était utilisée pour ressortir les aéronefs de l'eau et les ramener à bord. 

## Histoire

### Conception
Pour un article plus général, voir Classe Yamato.

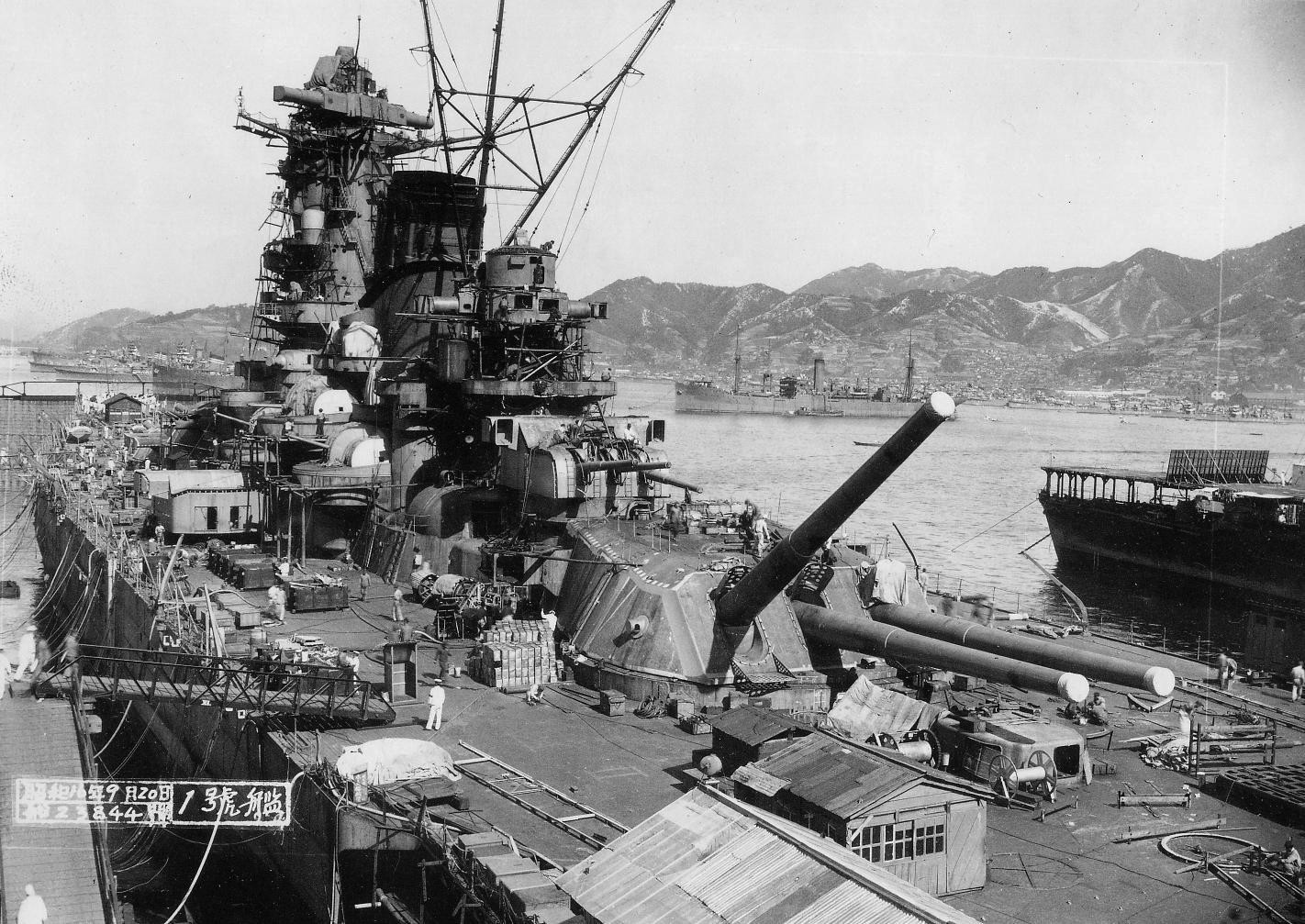
Le Yamato encore en construction à Kure, le 20 septembre 1941.

Pendant les années 1930, le gouvernement japonais adopte un militarisme ultranationaliste en vue d'élargir considérablement l'empire japonais. Le Japon se retire de la Société des Nations en 1934, renonce à ses obligations conventionnelles. Après le retrait du Traité naval de Washington, qui limitait la taille et la puissance des navires de guerre, la marine impériale japonaise commence la conception de la nouvelle classe des cuirassés lourds Yamato. Les concepteurs ont reconnu que le Japon serait incapable de rivaliser avec les chantiers navals des États-Unis pour produire des cuirassés en grand nombre en cas de guerre, de sorte que des navires de 70 000 tonnes, de la Classe Yamato furent conçus pour attaquer et détruire plusieurs cuirassés ennemis en même temps,.
Dès octobre 1934, l'état-major japonais entreprend l'étude d'un cuirassé doté de canons de 457 mm et capable de se déplacer à 30 nœuds (55,6 km/h). Les plans sont arrêtés en mars 1937.

### Construction
Sa quille est posée le 4 novembre 1937 à l'arsenal naval de Kure, dans la préfecture d'Hiroshima, dans un chantier naval qui est adapté pour recevoir son énorme coque,. Le quai est approfondi d'un mètre et des portiques capables de soulever jusqu'à 350 tonnes sont installés,. Le projet est gardé secret tout au long de la construction, un auvent est même érigé sur une partie de la cale pour cacher le navire. Le Yamato est armé le 8 août, avec le capitaine de vaisseau (plus tard devenu vice-amiral) Miyazato Shutoku aux commandes. Un grand effort est déployé au Japon pour s'assurer que ces navires soient construits dans le plus grand secret, afin d'empêcher le personnel du renseignement américain d'en connaître l'existence et les caractéristiques.

### Mise en service
Le Yamato est mis en service à la fin de l'année 1941, une semaine après l'attaque de Pearl Harbor. Il est le premier navire de sa classe.

### Essais en mer
En octobre ou novembre 1941, le Yamato effectue des essais en mer pour atteindre sa vitesse maximale de 27,4 nœuds (50,7 km/h),. Alors que la guerre menace, priorité est donnée à l'accélération de la construction militaire. Le 16 décembre 1941, le cuirassé est officiellement mis en service à Kure avec un mois d'avance, lors d'une cérémonie plus austère que d'habitude car les Japonais ont encore l'intention de dissimuler les caractéristiques du navire. Le même jour, sous le commandement du capitaine de vaisseau (devenu plus tard vice-amiral) Gihachi Takayanagi, le Yamato rejoint les cuirassés Nagato et Mutsu dans la 1re Division de cuirassés.

### Carrière opérationnelle
Le 12 février 1942, le Yamato devient le vaisseau amiral d'Isoroku Yamamoto de la Flotte combinée,. Yamamoto, vétéran de la victoire écrasante du Japon sur la Russie lors de la bataille de Tsushima durant la guerre russo-japonaise de 1904-1905 et vainqueur de l'attaque de Pearl Harbor, prévoit un engagement décisif avec la marine des États-Unis à l'île de Midway. Après avoir participé à des simulations militaires, le Yamato quitte la baie de Hiroshima le 27 mai 1942 pour rejoindre le groupe principal de cuirassés,.

#### Midway
Début juin, la bataille de Midway tourne au désastre pour les Japonais, qui perdent quatre porte-avions et plus de trois cents avions, mais aussi un grand nombre de leurs pilotes les plus expérimentés.
Yamamoto, loin en arrière, ne dirige pas véritablement la bataille depuis la passerelle du Yamato, d'où il ne peut que constater que son plan, très complexe (il comprenait une diversion sur les îles Aléoutiennes), avait abouti à une catastrophique dispersion des forces du Soleil levant, tandis que les Américains, bien renseignés par leurs analystes, avaient au contraire concentré les leurs au bon endroit. Midway fut en fait une bataille entièrement aéronavale, les deux flottes étant séparées par plus de cent milles nautiques, et le Yamato ne put en réalité y jouer aucun rôle.
La mort dans l'âme, Yamamoto annula l'opération et sa flotte de cuirassés se replia vers Hashirajima sans avoir combattu, avant de rejoindre l'arsenal de Kure.

#### Truk

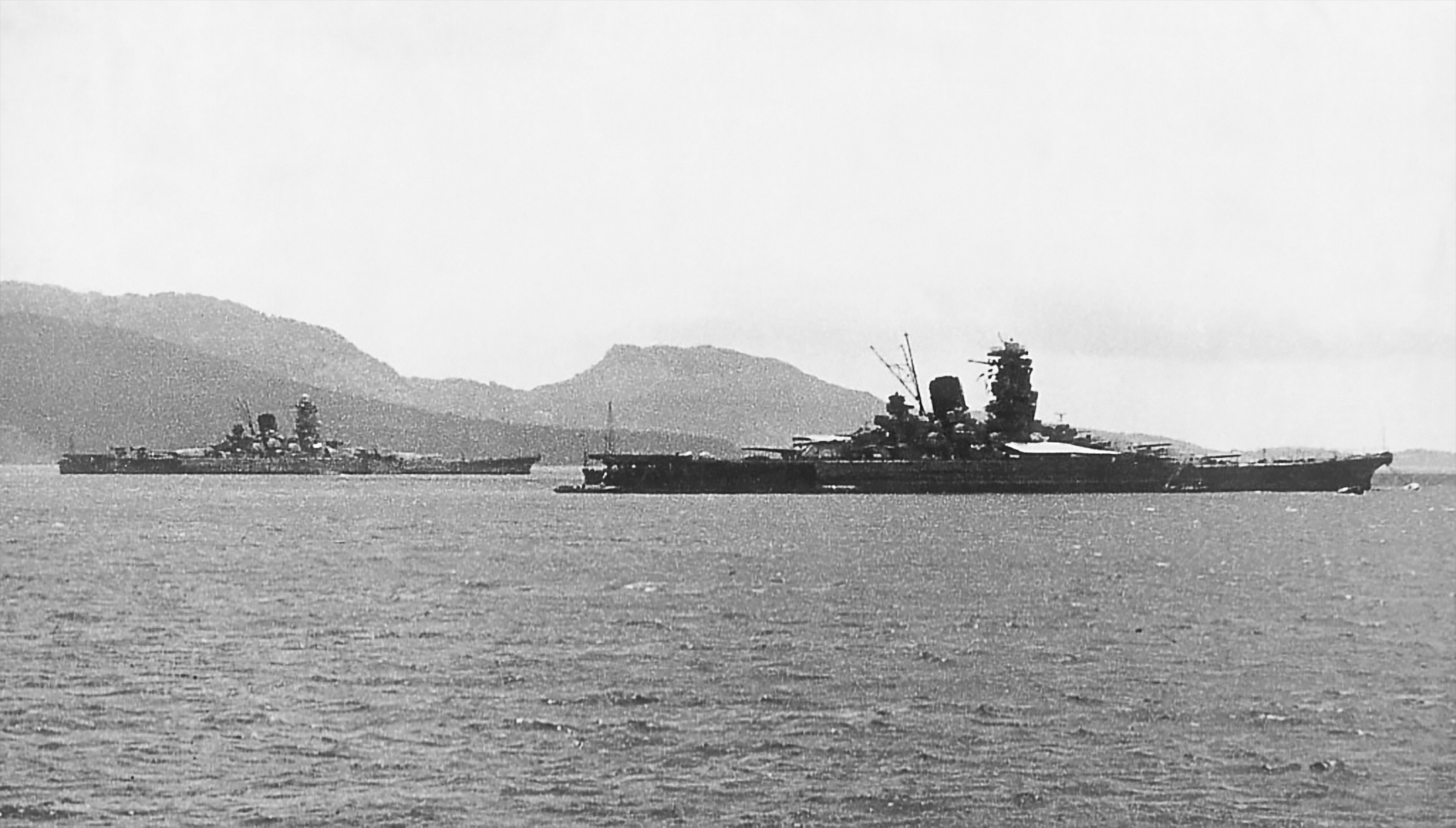
Le Yamato (à gauche) et le Musashi près des îles Truk.

Le Yamato appareille le 17 août 1942 pour l'archipel de Truk, non sans avoir été repéré par le sous-marin USS Flying Fish (SS-229) (en) qui lui décoche une salve de quatre torpilles, qui toutes manquent leur but. Arrivé dans le lagon de Truk en fin de soirée, il y reste durant toute la campagne de Guadalcanal, quasiment inactif faute d'obus de 460 mm adaptés au bombardement des côtes. L'état-major hésite à le risquer près des côtes de Guadalcanal à cause de cartes imprécises et de sa consommation prohibitive de mazout.
Yamamoto transfère sa marque de commandement sur le Musashi et le Yamato reste inactif à Truk jusqu'au 8 mai 1943, plaisamment surnommé « l'Hôtel Yamato » par les équipages des croiseurs et des destroyers.
Retourné à l'arsenal de Kure, puis dans la mer intérieure du Japon, il passe au bassin de radoub et reçoit diverses améliorations, notamment une grande quantité de tourelles antiaériennes.
Le 16 août, il est de retour à Truk où il est incorporé à une vaste force comprenant le cuirassé Nagato et de nombreux autres croiseurs et destroyers. Cette flotte appareille fin septembre, cherchant le contact avec la Task Force 15 américaine, que les services de renseignement japonais pensent destinée à l'invasion de l'île de Wake.
L'interception ne s'étant pas produite, la flotte rentre à Truk le 26 octobre. Le Yamato et le Musashi sont alors utilisés comme transports de troupes et de matériel entre Truk, le Japon et les îles isolées de Kavieng et de l'archipel de l'Amirauté en raison de leur grande capacité et de leur cuirasse protectrice.
Le 25 décembre, la flotte est repérée par le sous-marin USS Skate qui tire une salve de quatre torpilles sur le super-cuirassé.
Une torpille frappe le côté tribord du navire vers la poupe. Le pare-torpilles de la coque ne joue qu'imparfaitement son rôle : un trou de 25 mètres est ouvert dans l'enveloppe extérieure et, plus grave, un joint entre deux plaques de blindage est endommagé, noyant les soutes à munitions de la tourelle arrière et laissant entrer plus de 3 000 tonnes d'eau dans le navire.
De retour à Truk, des réparations provisoires sont faites par l'équipage du navire-atelier Akashi, mais il faut bientôt rentrer à Kure pour des réparations définitives le 16 janvier 1944. Après un passage en cale sèche qui dure jusqu'au 3 février, des tôles de protection installées à 45° dans la zone endommagée sont montées, mais une modification plus ambitieuse, qui aurait impliqué la pose de 5 000 tonnes de blindage supplémentaire, est rejetée par crainte de trop augmenter le tirant d'eau et le poids.
Le capitaine de vaisseau Nobuei Morishita, ex-commandant du cuirassé Haruna, remplace le capitaine de vaisseau Matsuda qui était en fonction depuis décembre 1942. Le Yamato retourne en cale sèche en février et mars pour un nouvel accroissement de sa protection et de son armement antiaérien, ainsi que l'installation de radars de conduite de tir.
Après des essais en mer début avril, le Yamato appareille pour les Philippines, que les Américains s'apprêtent à reconquérir. Arrivé à Manille le 28 avril, il repart vers la Malaisie pour se joindre à la flotte de l'amiral Jisaburo Ozawa en Malaisie, arrivant aux Îles Lingga puis repartant vers Tawi Tawi, aux Philippines.

#### Bataillede la mer des Philippines
Pour un article plus général, voir Bataille de la mer des Philippines.
La flotte d'Ozawa, qui devait initialement débarquer à Biak, est dirigée sur la mer des Philippines fin juin 1944, alors que les Américains se préparent à reconquérir les îles que MacArthur avait été contraint d'évacuer au début de la guerre.
Les Américains ont repris l'initiative depuis Midway et leur industrie de guerre, bien plus importante que celle du Japon, tourne à plein régime. De nouveaux avions plus performants sont entrés en service. Les points faibles des avions japonais sont connus des aviateurs US, mieux entraînés.
Au cours de cette bataille, que les aviateurs américains ont surnommé « le grand Tir aux pigeons des Mariannes » (The Great Marianas Turkey Shoot), l'aéronavale japonaise perd trois porte-avions et plus de 450 appareils avec leurs pilotes expérimentés (pour alléger leurs avions, ceux-ci n'ont ni canot gonflable, ni parachute).
Dans cette bataille essentiellement aéronavale, menée à distance, le Yamato ne joue quasiment aucun rôle, retournant finalement à sa base de Kure pour se réapprovisionner en munitions et carburant. Cinq nouveaux affûts antiaériens de 25 mm sont installés et le navire est totalement dépouillé de tous les matériaux inflammables. La literie et les matelas sont débarqués, les hommes dorment sur des planches, éventuellement utilisables comme paillets contre les voies d'eau. L'équipement anti-incendie est renforcé et le navire appareille pour Lingga en Indonésie, une base d'opérations proche des ressources de pétrole et de mazout indonésien, où il arrive le 17 juillet. À ce stade de la guerre, la flotte de pétroliers ravitailleurs d'escadre japonais avait été sévèrement décimée par les sous-marins américains.
La flotte resta stationnée en Indonésie durant trois mois, jusqu'à la série de batailles du Golfe de Leyte.

#### Batailles du golfe de Leyte
Pour un article plus général, voir Bataille du golfe de Leyte.

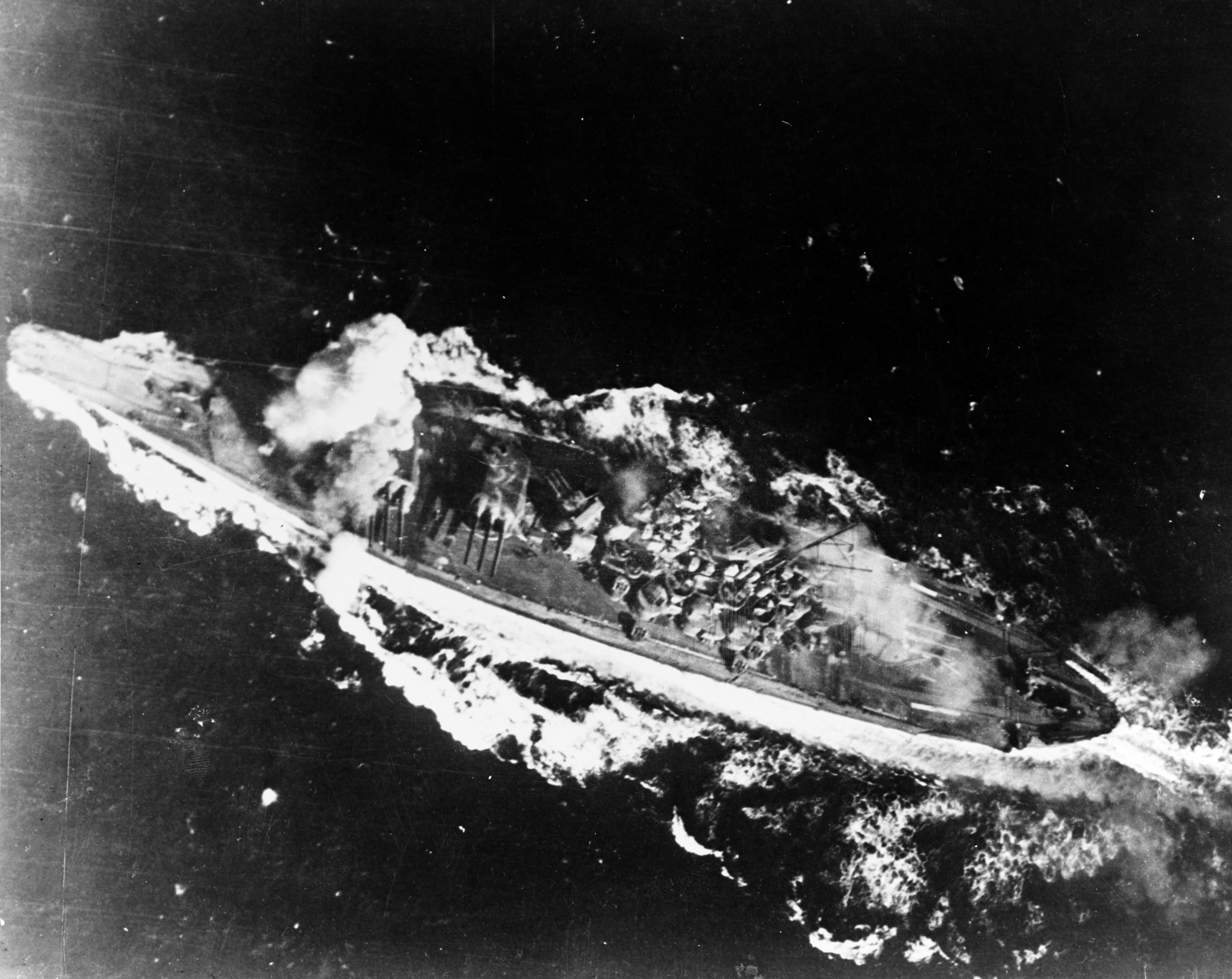
Le Yamato touché par une bombe le 24 octobre 1944.

Cette gigantesque bataille s'est déroulée du 23 au 27 octobre 1944, au début de la campagne des Philippines lancée par les forces américaines et leurs alliés. Les forces en présence se sont affrontées dans des combats acharnés sur une surface vaste comme le tiers de l'Europe, combats navals qui virent la fin de la flotte japonaise en tant qu'arme offensive capable de changer le cours de la guerre. On peut distinguer quatre grands combats successifs pendant lesquels les kamikazes firent leur apparition. Les batailles de la mer de Sibuyan, du détroit de Surigao, du cap Engaño et la bataille de Samar.

#### Bataille de la mer de Sibuyan

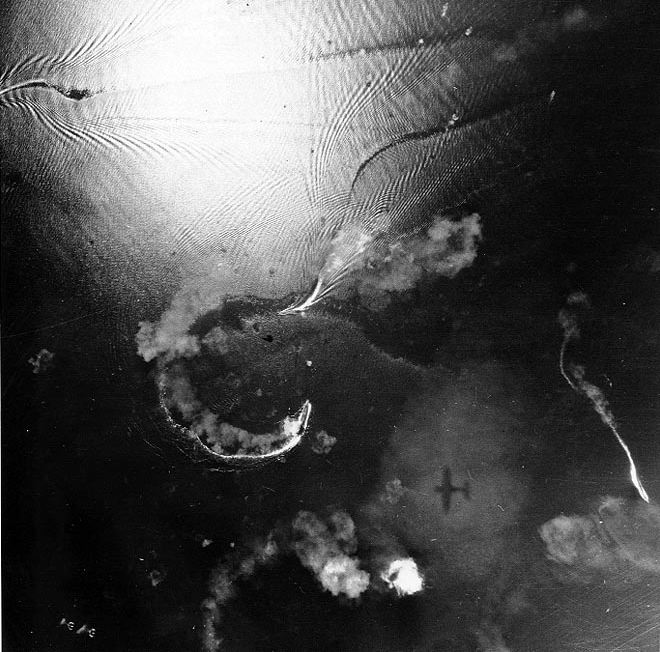
Le Yamato et d'autres navires d'escortes manœuvrant pour éviter les attaques de l'aviation alliées lors de la bataille de la mer de Sibuyan.

Le plan japonais consistait en une attaque de diversion de la Force mobile de l'amiral Ozawa, qui devait attirer les porte-avions américains vers le nord, afin de permettre au reste de la flotte de tenter sa chance contre les forces américaines privées de couverture aéronavale.
Le plan japonais ne va pas se passer comme prévu. En effet, le 23 vers minuit, alors qu'elle dépasse l’île de Palawan, la force centrale du vice-amiral Kurita est repérée par deux sous-marins américains. Le 24 octobre à l'aube, ils torpillent et coulent l’Atago ainsi que le Maya, et avarient gravement le Takao.
Le vice-amiral Kurita, qui était à bord de l’Atago, est recueilli à bord du destroyer Kishinami. Il délègue le commandement de l'escadre à l'amiral Ugaki à bord du Yamato, mais il est trop tard : l'alerte est donnée et la force d'attaque principale a été repérée avant celle de diversion. Au petit jour, alors qu'elle s'engage dans l'étroite mer de Sibuyan, l'escadre japonaise subit une attaque massive de l'aviation américaine. À 10 h 30, 260 appareils attaquent et enregistrent des coups au but sur le Yamato, le Musashi, le Nagato  et le Myōkō. En fin de matinée, Kurita rejoint le Yamato sur lequel il transfère son pavillon et reprend le commandement de la Force Centrale.
À 15 h 20, deux nouvelles vagues se succèdent alors sur le Musashi, qui coule avec plus de mille hommes d'équipage.
Kurita fait alors demi-tour vers ses bases, mais son supérieur, l'amiral Toyoda, lui enjoint de remettre le cap sur le détroit de San-Bernardino car, même bien entamée, sa flotte conserve une grande capacité de frappe.

#### Défense du détroit de Surigao
Cette bataille aéronavale se déroule plus au Sud entre les forces japonaises de Nishimura et Shima et celles du contre-amiral Oldendorf ; le Yamato n'y est pas engagé.

#### Bataille du cap Engaño
Le 24 octobre 1944 au soir, loin du Yamato, cette bataille met aux prises les forces de Halsey et celles d'Ozawa. Le vice-amiral Mitscher y envoie par le fond les derniers porte-avions japonais à flot.

#### Bataille de Samar
Le départ de toutes les forces d'Halsey, se hâtant à la poursuite de Kurita, avait laissé les forces de débarquement et de couverture dans une situation difficile. L'amiral Kurita, que les Américains croyaient en retraite, profite de l'occasion : il franchit le détroit et s'infiltre jusqu'à l'île de Samar avec les restes encore puissants de la force centrale japonaise.
À la tête des cuirassés il y a le Yamato, Nagato, Haruna et le Kongō, il y a des croiseurs lourds dont les Haguro, Kumano, Suzuya, Chōkai, Tone et le Chikuma et il y a aussi des destroyers, il tombe par surprise sur les porte-avions d'escorte de l'amiral Clifton Sprague. Avec six porte-avions trop lents et quelques destroyers, celui-ci ne peut que tenter de s'échapper. Il fait mettre cap à l'est aux porte-avions, mais envoie toutefois ses destroyers dans une charge suicidaire.
La détermination des Américains est payante : les bâtiments japonais sont obligés de se dérouter pour éviter les torpilles et les avions ont ainsi le temps de décoller. Les destroyers Samuel B. Roberts, Hoel et Johnston sont coulés et tous les autres gravement endommagés, mais Kurita, qui pensait tenir les porte-avions américains, a perdu trop de temps et seul le Gambier Bay est coulé.
Sprague fuit maintenant au sud et tous ses avions attaquent avec toutes les armes disponibles. Trois croiseurs japonais sont alors mis hors de combat. Kurita décide donc de faire demi-tour à travers la passe de San Bernardino, où trois de ses cuirassés seront encore gravement endommagés.
De sa puissante flotte de combat, il ne ramène au Japon que le cuirassé géant Yamato réellement opérationnel, avec un bilan de quatre grands navires hors de combat.

#### Opération Ten-Gō
Pour un article plus général, voir Opération Ten-Gō.
Quasiment inactif depuis le début 1945, le Yamato est réactivé lorsque les Américains lancent l'invasion d'Okinawa, le 1er avril 1945. L'état-major japonais y voit un prélude à l'invasion du Japon et souhaite mener une « bataille décisive » pour freiner l'avancée des forces américaines.
La mission qui est alors confiée au Yamato est une mission sans retour possible, faute de mazout en quantité suffisante, une mission proprement suicide : accompagné d'un croiseur léger et de huit destroyers, le Yamato doit aller attaquer les navires américains devant Okinawa avant de se saborder par petit fond, de façon à constituer une puissante batterie de défense côtière. Une fois les munitions épuisées, l'équipage devait se rendre à terre pour continuer le combat auprès de la garnison d'Okinawa.
La couverture aérienne devait être assurée par des escadrilles de pilotes kamikazes, mais ceux-ci, très mal entraînés, ne purent dans les faits jouer leur rôle pour cause de météo nuageuse.
Ce plan mis sur pied par l'amiral Toyoda Soemu pour des raisons d'honneur et pour plaire à l'empereur Hiro-Hito[réf. nécessaire], fut l'objet de très vives critiques au sein de l'état-major naval japonais. Le vice-amiral Seiichi Itō, chargé de la flotte, était très réticent, et son subordonné, le commandant Atsushi Oi, chargé des destroyers, alla jusqu'à traiter les concepteurs du plan de « connards » (bakayaro, en japonais).[réf. nécessaire]

##### 6 avril
La force spéciale quitte le mouillage de Tokuyama à 15 h 20 sous la protection de deux hydravions et six destroyers.
Les services de renseignement américains avaient connaissance de l'appareillage du cuirassé et de son escorte et, à peine passé le détroit de Bungo entre la mer intérieure du Japon et le Pacifique, il fut repéré par deux sous-marins américains, l'USS Threadfin et l'USS Hackleback, qui signalèrent sa sortie et sa route, à défaut de pouvoir se placer en position favorable pour le torpiller. L'amiral américain Raymond Spruance, qui commande sur ce théâtre d'opérations, dépêche une force traditionnelle de six vieux cuirassés, commandée par le vice-amiral Morton Deyo, pour régler le compte du Yamato dans une bataille classique, une sorte de chant du cygne de l'ère des cuirassés. Toutefois, l'amiral Marc Mitscher, à la tête de la Task Force 58 qui regroupe les porte-avions prévus pour l'attaque d'Okinawa, ne l'entend pas de cette oreille. Ses ordres lui laissant une certaine liberté d'action, il se rapproche de telle façon que le Yamato soit dans le rayon d'action de ses avions embarqués, puis lance 440 avions à l'attaque et, ensuite seulement, demande et obtient l'accord de Spruance.
À 19 h 50, la force spéciale adopte une disposition défensive et file à 22 nœuds (41 km/h) en effectuant des zigzags.
Le Yamato est alors pris en filature par deux hydravions Martin PBM Mariner que ses obus spéciaux san-shiki ne parviennent pas à abattre. Dépourvu d'escorte aérienne, le navire est désormais vulnérable aux attaques aériennes.

##### 7 avril
Le ciel est couvert par des nuages bas — entre 900 et 1 000 m d'altitude — et il y a peu de pluie. Ce sont des conditions favorables à l'aviation alliée, mais très défavorables à la défense antiaérienne japonaise.
L'équipage de la flotte japonaise aperçut plusieurs vagues d'avions vers 7 h 30, 10 h 14, 11 h 14 et 11 h 44.
Vers 8 h 10, un avion de reconnaissance japonais annonça avoir aperçu une flotte de porte-avions américains à environ 70 milles (130 km) au sud d'Okinawa.
À 10 h 45, la garnison japonaise présente sur l'île de Kikaiga envoya un message disant qu'environ 250 avions américains faisaient route au nord-ouest. Un deuxième message fut envoyé à 11 h 30 pour signaler une deuxième formation.
À partir de 12 h 32, plusieurs vagues de bombardiers et de torpilleurs vont se succéder. La première vague d'appareils met plusieurs bombes au but, diminuant l'efficacité des canons antiaériens, ainsi que deux torpilles qui atteignent une chaufferie et réduisent la vitesse du navire à 24 nœuds (44,5 km/h). Le plafond nuageux bas empêche les réglages de distance et les visées.
À 12 h 41, la flotte reçut l'ordre de porter la vitesse au maximum.
Juste avant 13 h, le vice-amiral Ito demanda à la formation de reprendre la route vers Okinawa. Peu après, une deuxième attaque coordonnée provoque des voies d'eau supplémentaires et une forte gîte qui oblige à contre-ballaster, rendant inutilisable l'artillerie principale et entraînant une nouvelle diminution de la vitesse du navire. Les transmissions radio du navires furent interrompues par l'attaque.
Une troisième attaque a lieu vers 13 h 40 : quatre bombes déciment les servants des canons de DCA et quatre ou cinq impacts de torpilles inondent certaines chaufferies, coupant toute possibilité d'évacuation du personnel machines et inondant le compartiment du servomoteur de barre principale (la commande auxiliaire ayant été endommagée lors de la précédente attaque). Dès lors, le navire est condamné à tourner en rond (comme le Bismarck en 1941) à moins de dix nœuds. La gîte s'accentue, les incendies sont incontrôlables et menacent les soutes à munitions. L'ordre d'évacuation est donné à 14 h 02.
Alors que le croiseur Yahagi vient d'être coulé à proximité, le Yamato commence à chavirer après avoir encaissé sept torpilles, recevant le coup de grâce lors d'une quatrième vague d'avions dont les torpilles frappent sous la carène, tant la gîte est prononcée. Les soutes à munitions explosent au moment du chavirage, créant une colonne de fumée en forme de champignon de plus de 6 000 m de hauteur. L'explosion fut perçue jusque sur l'île de Kyūshū à 160 km de là.
Sur 3 332 hommes d'équipage, il n'y eut que 277 survivants qui furent rapatriés au Japon par un destroyer, l'amiral Seiichi Itō étant parmi les victimes.
Au moment de son naufrage, le navire avait encaissé onze torpilles et six bombes.

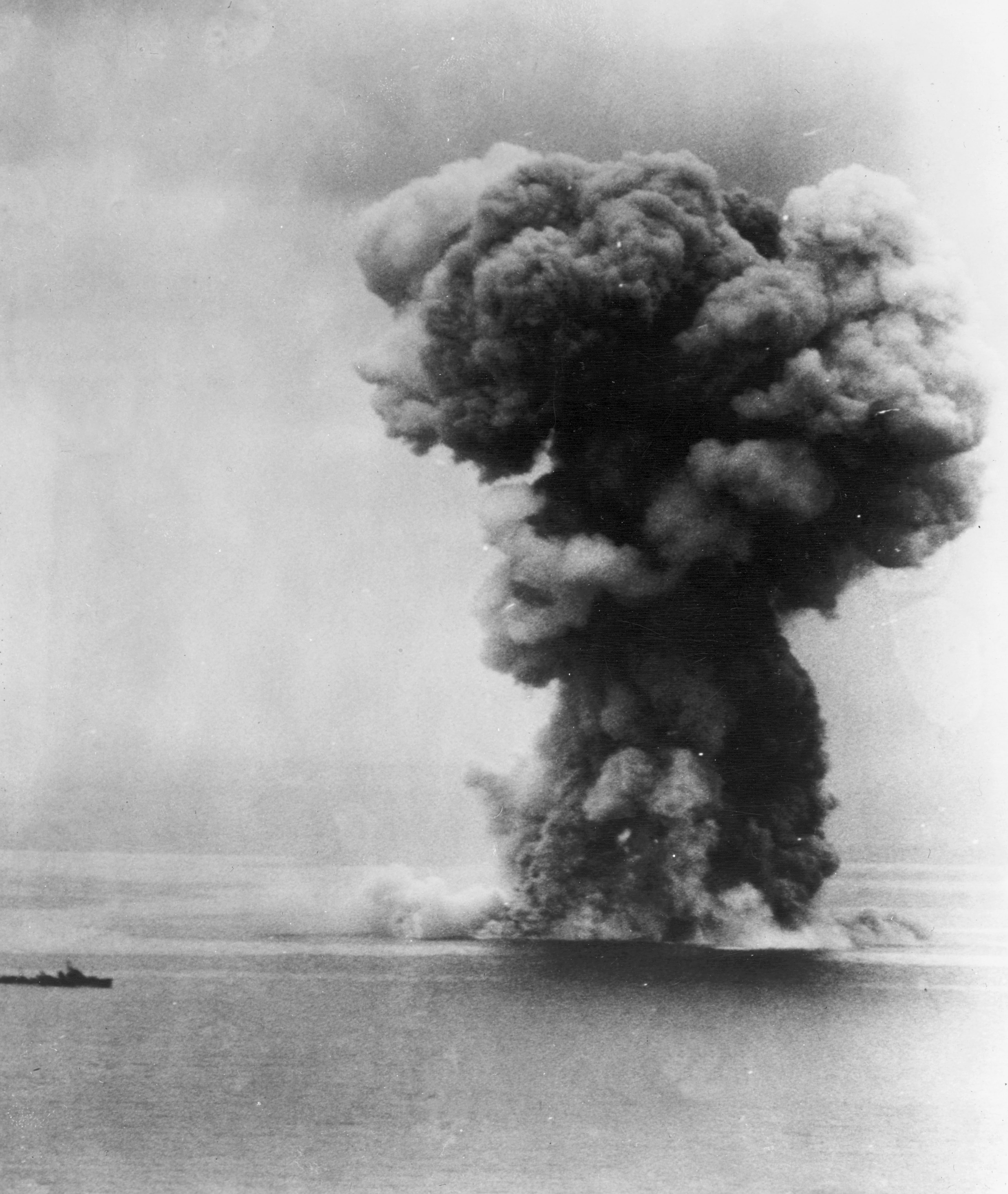
La fin du Yamato à la suite de l'explosion de ses soutes à munitions.

### Découverte de l'épave
En raison des circonstances souvent confuses et d'informations incomplètes concernant leur naufrage, seules quelques épaves de navires de premier rang japonais ont été découvertes et identifiées. En se fondant sur des documents américains établis en temps de guerre, une expédition en mer de Chine du Sud en 1982 produisit des résultats, mais l'épave découverte n'a pas pu être clairement identifiée.
En 1983, des efforts ont été faits pour déterminer la localisation du Yamato grâce aux informations obtenues auprès de six des survivants du naufrage.
Elle a été localisée en 1984 à l'aide d'un sonar, à 365 m de profondeur à la position 30° 22′ 00″ N, 128° 04′ 00″ E. L'année suivante, les premières images des restes du Yamato ont été obtenues, permettant la confirmation de l'épave par l'un des concepteurs du cuirassé, Shigeru Makino. L'épave se compose de deux morceaux : la proue qui comprend les deux tiers du navire, et la poupe correspondant à la section arrière. L'épave repose à 290 km au sud-ouest de Kyūshū, à plus de 350 m de profondeur.
Dans les années 1990, une équipe de robots submersibles sponsorisée par la chaîne japonaise NHK a réussi à obtenir des images plus claires de l'épave ; en 1999, l'Institut français de recherche pour l'exploitation de la mer, en association avec la chaîne de télévision japonaise TV Asahi, a réalisé un examen des restes de l'épave,.
Le 24 janvier 2009, la chambre d'industrie et de commerce de Kure a annoncé un plan pour sauver des restes du Yamato au moyen d'un budget estimé à plusieurs milliards de yens. Le 16 juillet 2015, un groupe d'avocats du Parti libéral démocrate japonais étudie la possibilité de renflouer l'épave et de récupérer les restes de membres d'équipage ensevelis dans le naufrage. Le groupe déclare ensuite qu'il envisageait de demander des fonds publics pour la recherche de la faisabilité technique de récupération du navire.

## Dans la culture populaire

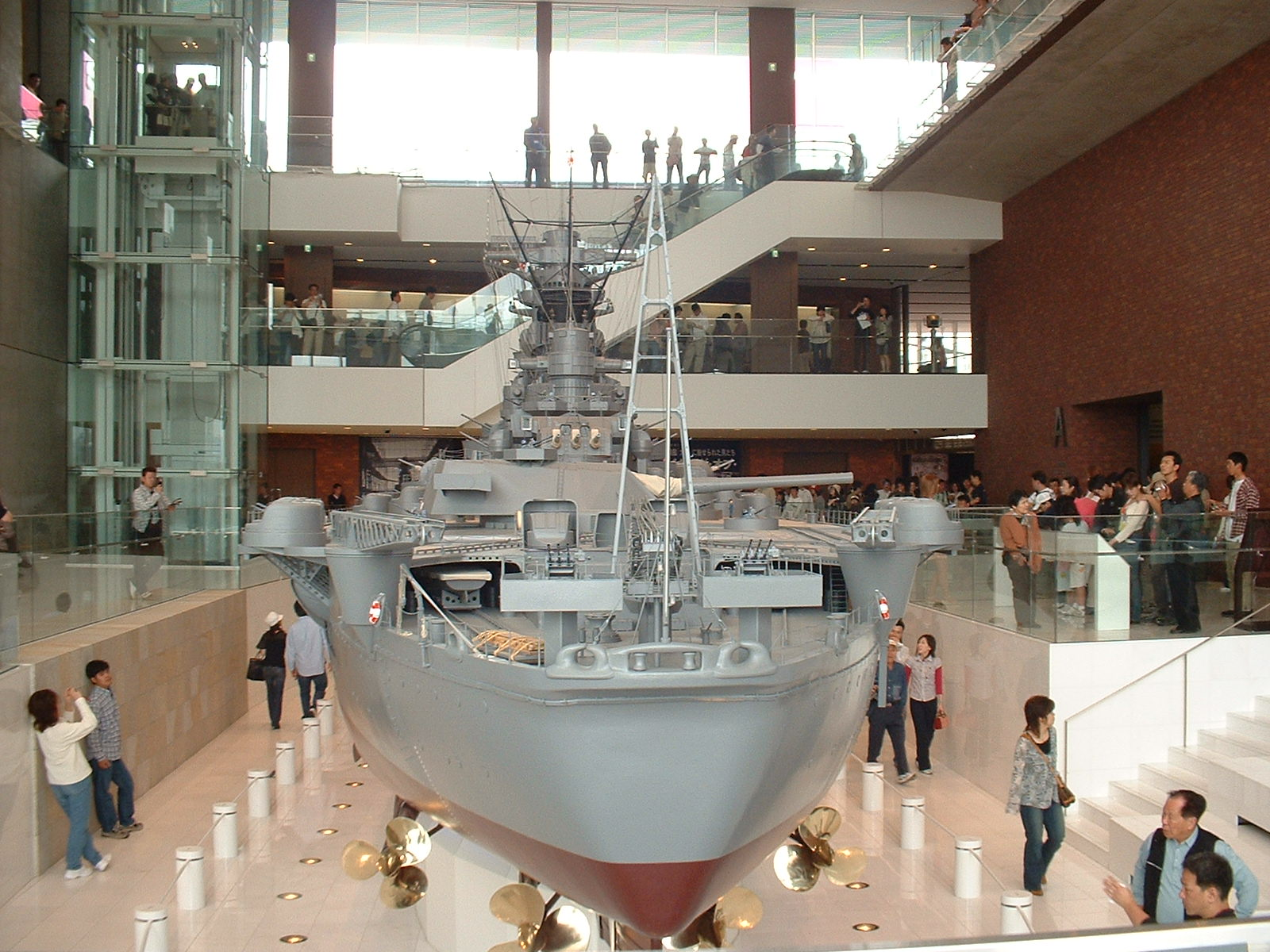
Des visiteurs du musée Yamato examinent la maquette du cuirassé en 2006.

Les cuirassés Yamato et Musashi représentant l'épitomé de l'ingénierie navale japonaise, ils ont bénéficié d'une présence notable dans la culture japonaise
En raison de leur taille, de leur vitesse et de leur puissance de feu, ils incarnaient la détermination du Japon à « défendre ses intérêts » contre les puissances occidentales, et contre les États-Unis en particulier. Shigeru Fukudome, chef de la Section des Opérations de l'état-major de la marine impériale japonaise, a décrit les deux bateaux comme « les symboles du pouvoir naval qui a fourni aux officiers et aux hommes un sens profond de confiance dans leur marine ».
Les apparitions dans la culture populaire décrivent souvent la dernière mission du bateau comme un effort courageux et désintéressé, mais futile. Un effort symbolique des marins japonais pour participer à la défense de leur patrie. Une des raisons qui font que ce navire de guerre peut avoir une telle signification dans la culture japonaise est que le mot « Yamato » était souvent utilisé comme un nom poétique pour le Japon. Ainsi, la fin du cuirassé Yamato pourrait servir de métaphore relative à la fin de l'empire du Japon,.

### Médias
Le Yamato, et plus particulièrement l'histoire de son naufrage, sont ainsi souvent apparus dans la culture populaire japonaise, comme dans l'anime Space Battleship Yamato et en 2005 dans le film Les Hommes du Yamato, — il y avait déjà eu un film nommé Senkan Yamato (« Le cuirassé Yamato», produit par le studio Shin-Toho et réalisé par Yutaka Abe) dès 1953, basé sur le livre Senkan Yamato-no Saigo (戦艦大和ノ最期, « Les Derniers jours du cuirassé Yamato ») écrit par Mitsuru Yoshida, un survivant du naufrage du Yamato.
Le cuirassé apparaît au côté de son sister-ship dans les films d'animation Arpeggio of Blue Steel produit par Ark Performance, ainsi que dans la série d'animation du même nom où ils constituent les navires amiraux de la flotte de la Brume.
Le navire apparaît dans la saison 3 de la série Le Maître du Haut Château.
La construction du Yamato est le sujet central du film The Great War of Archimedes (2019).
Il est également question du Yamato dans le manga et film d'animation Dans un recoin de ce monde (Kono sekai no katasumi ni), relatant la vie quotidienne d'une jeune femme née à Hiroshima dans les années 1920 et installée maritalement dans le port militaire de Kure pendant la Seconde Guerre mondiale. Dans cette fiction, l'ami d'enfance de Suzu, Tetsu Mizuhara, devient marin à bord du Yamato. Lorsque la jeune femme apprend le naufrage du navire, elle comprend que son ami est décédé bien que l'information reste implicite.
L'épave du Yamato apparaît dans le tome 9 de la série Yoko Tsuno de Roger Leloup, publié en 1978, où le navire sert de fondation à la base sous-marine de l'antagoniste Ito Kazuki.
La question des pilotes kamikazes et celle de l'arme atomique, ainsi que leur impact sur la société japonaise, sont au centre de livres consacrés à une certaine période dont le Yamato est, selon Ito Kazuki, le symbole de l'effondrement.

### Musée et mémoriaux

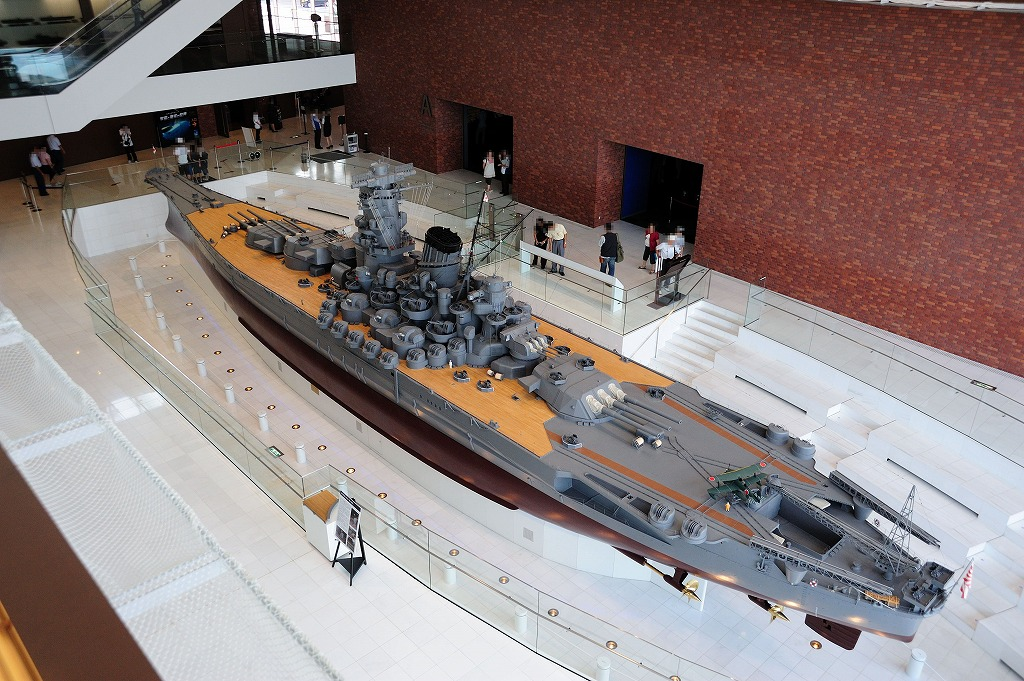
Maquette du Yamato dans le musée Yamato.

En 2005, le musée Yamato a été inauguré comme étant « un hommage aux compétences et à la science des ouvriers qui ont créé des merveilles telles que le Yamato ». La principale attraction du musée est une maquette gigantesque du Yamato, à l'échelle 1/10e, elle mesure près de 30 m de long, soit la taille d'un chalutier industriel.
Un mémorial dédié à toute la classe Yamato se trouve à Kure, comme une partie du musée et imite le pont et le mât du cuirassé Yamato, au-dessus duquel se trouvent des projectiles utilisés tant par le Yamato que par le Nagato.
Un deuxième mémorial dédié exclusivement au Yamato se trouve dans le sud-est de l'île de Tokuno-shima. Construit en 1968, en forme de tour, il est dédié à l'ensemble des hommes qui sont morts à bord des navires de la flotte combinée.